# Caecilia subdermalis
Caecilia subdermalis é uma espécie de anfíbio gimnofiono. É endémica da Colômbia. É subterrânea e habita em florestas e áreas abertas. Não parece estar ameaçada de momento.